# Mascarenotus
Mascarenotus Mourer-Chauviré et al., 1994 è un genere di gufi comprendente tre specie estinte tra il XVII secolo e il 1850.

## Tassonomia
Il genere comprende le seguenti specie:
- Mascarenotus grucheti Mourer-Chauviré, Bour, Moutou & Ribes, 1994 - gufo di Reunion
- Mascarenotus murivorus (Milne-Edwards, A, 1874) - gufo di Rodrigues
- Mascarenotus sauzieri (Newton, A & Gadow, 1893) - gufo di Mauritius